# Leucocoprinus heinemannii

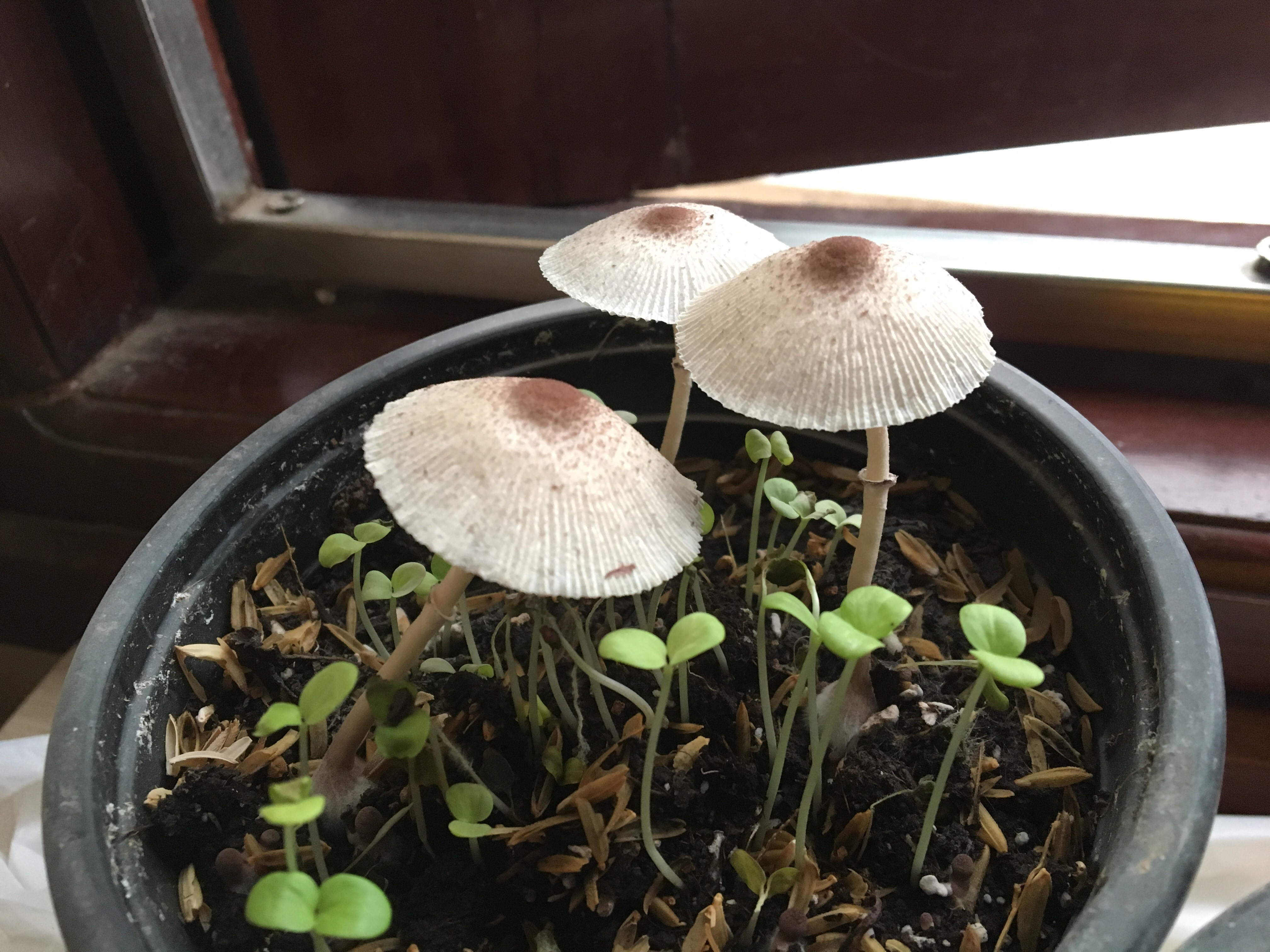

Leucocoprinus heinemannii Migl. – gatunek grzybów z rodziny pieczarkowatych (Agaricaceae).

## Systematyka i nazewnictwo
Pozycja w klasyfikacji według Index Fungorum: Leucocoprinus, Agaricaceae, Agaricales, Agaricomycetidae, Agaricomycetes, Agaricomycotina, Basidiomycota, Fungi.
Po raz pierwszy opisał go w 1987 r. Vincenzo Migliozzi i nadana przez niego nazwa naukowa jest aktualna. Synonim: Leucocoprinus heinemannii var. melanotrichoides P. Mohr 2004.

## Morfologia
Kapelusz
O średnicy 1,6–2,2 cm, początkowo jajowaty lub dzwonkowaty, potem wypukły, na koniec płaskowypukły, czasem z zagłębionym środkiem i małym garbkiem. Brzeg zwykle prosty lub nieco wzniesiony i prążkowany. Powierzchnia czarna do ciemnoszarej, zazwyczaj pokryta włókienkami, które bardzo szybko rozpadają się na małe, włókniste łuski na bardzo cienkim, białym tle (na brzegu go brak).
Blaszki
Wolne, gęste, dość szerokie, białe.
Trzon
Wysokość 1,2–3,5 cm, średnica 0,2 cm na wierzchołku, pusty, podstawa bulwiasta, oszerokości do 0,5 cm z licznymi białymi ryzomorfami. Powierzchnia podłużnie jedwabista, często włóknista, biała, często z cienkim czarnym lub ciemnoszarym pasem blisko podstawy. Pierścień na środku trzonu, błoniasty, biały.
Miąższ
Bardzo cienki, kruchy, w kapeluszu i trzonie biały o grzybowym zapachu.
Cechy mikroskopowe
Podstawki 14,5–17,8 × 7,3–8,4 μm, szeroko maczugowate, rzadko gruszkowate, 4-zarodnikowe, otoczone 4 pseudoparafizami ustawionymi pod kątem prostym (we wzór mniej więcej szachownicy). Sterygmy 1,5–2,2 × 0,8–1,1 μm. Zarodniki 6,3–6,9–7,4 × 3,5–3,8–4,2 μm, Q = 1,66–2,1, podłużnie elipsoidalne, rzadko lekko migdałowate lub lekko fasolkowate, cienkościenne, dekstrynoidalne, lekko metachromatyczne. Pseudoparafizy 8,9–13,3 × 4,4–6,8 μm, szeroko maczugowate do krótko cylindrycznych, rzadziej elipsoidalne, z dość szerokim punktem zaczepienia. Cheilocystydy 5,1–20,1–25,9 × 5,2–7,2–8,9 μm, cylindryczne, szeroko wrzecionowate do lekko workowatych, bez wyraźniych szypułek, cienkościenne, szkliste. Skórka kapelusza luźno kuterowata, zbudowana z długich, cylindrycznych lub nabrzmiałych strzępek o wymiarach 23,4–42,6–63,0 × 6,1–8,6–14,4 μm, barwie oliwkowoszarej do ciemnobrązowoszarej z pigmentowanymi wakuolami. Są nieco zwężone na przegrodach, czasami rozwijające się niewielkie przegrody wtórne. W miąższu strzępki cylindryczne do rozgałęzionych, zlewające się z sobą, szkliste. Nagie obszary skóry zbudowane z cylindrycznych, często rozgałęzionych, szklistych strzępek. Skórka trzonu zbudowana podobnie jak w kapeluszu, ale z cieńszych i słabiej pigmentowanych, splątanych strzępek o szerokości 4–9 μm. Sprzążek brak.

## Występowanie i siedlisko
Podano jego występowanie w Ameryce Północnej, Europie, Afryce i na Wyspie Wielkanocnej. Brak go w opracowanym przez Władysława Wojewodę i wydanym w 2003 r. zestawieniu wielkoowocnikowych grzybów podstawkowych Polski. W późniejszych latach podano jednak jego stanowiska. Znaleziono go dziesięciokrotnie w doniczkach z roślinami tropikalnymi w Ogrodzie Botanicznym Uniwersytetu Warszawskiego i był to najliczniej spotykany Leucocoprinus w tym ogrodzie.
Naziemny grzyb saprotroficzny. Prawdopodobnie pochodzi z regionów o klimacie tropikalnym, ale rozprzestrzenił się w Ameryce Północnej i Europie wraz z importowanymi z nich sadzonkami roślin. Występuje głównie w doniczkach z tropikalnymi roślinami